# Марчетели
Марчетели (итал. Marcetelli) је насеље у Италији у округу Ријети, региону Лацио.
Према процени из 2011. у насељу је живело 126 становника. Насеље се налази на надморској висини од 932 м.

## Становништво
| 1936. | 1951. | 1961. | 1971. | 1981. | 1991. | 2001. | 2011. |
| ----- | ----- | ----- | ----- | ----- | ----- | ----- | ----- |
| 763   | 723   | 629   | 407   | 228   | 182   | 126   | 97    |